# Рокотян, Сергей Сергеевич
Сергей Сергеевич Рокотян (1908, Умань — 1977) — советский инженер-энергетик, учёный.

## Биография
Окончил среднюю школу в Новороссийске (1924) и МЭИ (1931). В 1930—1937 инженер, начальник СРЗиА Горэнерго.
Арестован 31 октября 1937. Военным трибуналом МВО 19 июля 1938 г. приговорен к ВМН. Приговор отменён 04.03.1940 г.
В 1941—1945 служил в РККА. Участник Великой Отечественной войны и войны с Японией. Воинское звание: инженер-капитан.
В 1946—1949 работал в Энергетическом управлении Советских войск на Квантунском полуострове.
С 1949 г. зам. главного инженера, главный инженер (1955) отделения дальних передач Всесоюзного государственного проектного института «Теплоэлектропроект».
В 1962 году был одним из создателей Института «Энергосетьпроект» (центральный институт по проектированию электрических систем и высоковольтных сетей; имел более 20 отделений на территории СССР), в 1962—1977 его главный инженер.
Кандидат (1965), доктор (1970) технических наук.

## Научные труды
Автор монографий «Дальняя передача электроэнергии» (1956), «Проектирование электрической части ЛЭП 330—500 кВ» (1963, 1973).

## Награды
Ленинская премия 1962 года — за участие в создании линий электропередачи 500 кВ переменного тока.
Награждён орденами Ленина (1958) и Октябрьской Революции (1970), тремя орденами Красной Звезды, орденом Отечественной войны II степени и медалями «За боевые заслуги», «За взятие Кенигсберга», «За победу над Германией в Великой Отечественной войне 1941—1945 гг.».